# 1519 en santé et médecine
| Années de la santé et de la médecine : 1516 - 1517 - 1518 - 1519 - 1520 - 1521 - 1522    |
| Décennies de la santé et de la médecine : 1480 - 1490 - 1500 - 1510 - 1520 - 1530 - 1540 |

## Divers
- 12 janvier : Maximilien d'Autriche meurt d'une troisième attaque d'apoplexie[1].
- Madeleine de La Tour d'Auvergne meurt de la fièvre puerpérale en donnant naissance à sa fille, Catherine de Médicis, future reine de France[2].
- Les chirurgiens de Paris sont confirmés dans les privilèges qui leur ont été accordés de longue date et qui sont « pareils à ceux de l'Université, et à ceux des médecins[3] ».
- Les consuls de Lyon, en conflit avec les artisans de la ville, réorganisent le « garbeau de l'épicerie », c'est-à-dire le contrôle du commerce des épices, et ils en donnent la charge à l'apothicaire Guillaume Gautheret[4].
- Grave épidémie de variole à Hispaniola, « probablement le premier grand problème médical de l'île[5] ».
- 1518-1519 : peste à Loches, en Touraine[6].

## Publications
- Sous le titre de Liber theoricae nec non practicae Alsaharavii[7] (« Livre de théorie et de pratique d'Al-Zahrawi »), impression à Augsbourg par Sigmund Grimm (de), de la traduction latine de l'Al-Tasrif, d'Abulcasis (c. 940 – c. 1013[8]).
- Sous le titre générique de De urinis libri septem de Graeco sermone in Latinum conversi, parution de la traduction latine par Ambrogio Leone (1459 – 1525 ?)  des sept livres sur les urines du médecin byzantin Joannes Actuarius  (fl. c.1275 – c.1330[9]).
- Lorenz Fries (de) (c.1485 ? – c.1532), médecin, géographe et astrologue allemand, fait imprimer à Strasbourg, chez Johann Grüninger, son Traktat der Wildebäder[10], traité de balnéothérapie naturelle, et ses Synonyma und gerecht Auslegung der Wörter[11], lexique médical en cinq langues : latin, grec, hébreu, arabe et allemand.
- Sous le titre de Libri de differentiis febrium editi tres translationes, parution de la traduction latine des Différences des fièvres de Galien (IIe siècle) par Nicolas Léonicène († 1524) et Laurentius Laurentianus († 1515), éditée à Pavie avec les commentaires de Taddeo Dino († 1359) et Tommaso del Garbo († 1370) par Pietro Antonio Rustico (fl. 1486-1522[12]).
- Sous le titre de Methodus medendi[13], parution de la traduction latine de La Méthode de traitement de Galien (IIe siècle) par Thomas Linacre (1460-1524), « texte majeur, qui aura un impact profond sur la réflexion et l'écriture thérapeutiques au XVIe siècle[14] ».
- Ulrich von Hutten (1488-1523), humaniste allemand, qui a contracté la syphilis en 1508[15], publie son traité De guaiaci medicina et morbo gallico[16], consacré au « traitement du mal français par le bois de gaïac[17] ».
- Jean d'Ivry (1472 ? – 1547 ?), poète et médecin beauvaisien, professeur ès arts, fait paraître un traité de médecine qu'il intitule Scrinium medicine (« L'Armoire médicale[18] »).
- Parution à Nuremberg de Ein nutzbarlichs Regiment, court traité de peste du médecin allemand Sixt Kolbenschlag[19].
- Parution à Venise de l'Antisophista, traité médico-philosophique, notamment dirigé contre le galénisme, généralement attribué au médecin humaniste Nicolas Léonicène (1428- 1524[20]).
- Agostino Nifo (1473 ? – 1538 ?), philosophe, astrologue et médecin italien, fait paraître son De diebus criticis seu decretoriis aureus liber, traité d'astrologie médicale sur le pronostic dans les maladies graves[21].

## Naissances
- 22 novembre : Johann Crato von Krafftheim (de) (mort en 1585), médecin allemand, praticien à Vratislavie, sa ville natale, puis au service des empereurs Ferdinand Ier et Maximilien II[22].
- Simon Dubois (mort à une date inconnue), docteur en médecine, médecin laïc à Chartres[23].
- Pierre Quthe (mort après 1588), apothicaire parisien dont le musée du Louvre détient un portrait peint par François Clouet en 1562[24].
- Vers 1519 : Sébastien Colin (mort dans les années 1570), médecin, auteur d'une Déclaration des abus et tromperies que font les apothicaires[25].
- 1419[26] ou 1530[27] : Leonardo Botallo (mort en 1587[27] ou 1588[26]), médecin, chirurgien et anatomiste piémontais.

## Décès
- Magnus Hundt (en) (né en 1449), théologien, philosophe et médecin allemand, auteur de divers ouvrages en rapport avec la médecine[28], imprimés ensemble à Leipzig en 1501 par Wolfgang Stöckel[29],[30].
- 2 mai : Léonard de Vinci (né en 1452), versé dans tous les arts et les sciences de son temps et « pionnier de l'anatomie comparée[31],[32] ».